# Somebody Told Me
Somebody Told Me – pierwszy singel zespołu The Killers z ich debiutanckiego albumu Hot Fuss.

## Lista utworów

### Wydaniebrytyjskie
CD
1. "Somebody Told Me" (Flowers/Keuning/Stoermer/Vannucci)
2. "Under the Gun" (Flowers/Keuning)
3. "The Ballad of Michael Valentine" (Flowers/Keuning)

7"
1. "Somebody Told Me"
2. "The Ballad of Michael Valentine"

### Brytyjska reedycja
CD1
1. "Somebody Told Me"
2. "Show You How" (Flowers)

CD2
1. "Somebody Told Me"
2. "Somebody Told Me" (Mylo Mix)
3. "Somebody Told Me" (King Unique Vocal Mix)
4. "Somebody Told Me" (U-MYX)

12"
1. "Somebody Told Me" (Mylo Mix)
2. "Somebody Told Me" (The Glimmers GypoRock Mix)

### Wydanieamerykańskie
12"
1. "Somebody Told Me" (Josh Harris Club)
2. "Somebody Told Me" (Josh Harris Dub)
3. "Somebody Told Me" (King Unique Mix)
4. "Somebody Told Me" (King Unique's Dub)